# 諾頓鎮區 (明尼蘇達州威諾納縣)
諾頓鎮區（英語：Norton Township）是位於美國明尼蘇達州威諾納縣的一個行政鎮區。

## 歷史
諾頓鎮區於1858年成立，得名自明尼蘇達州立法委員詹姆斯·L·諾頓（James L. Norton）。鎮區曾先後被命名為薩姆納鎮區（Sumner Township）和傑佛遜鎮區（Jefferson Township）。

## 地方資料
諾頓鎮區的面積為84.40平方千米，皆為陸地。根據2020年美國人口普查的數據，當地共有人口523人，而人口密度為每平方千米6.2人。